# Parti social-démocrate (Luxembourg, 1903)
Ne doit pas être confondu avec Parti social-démocrate (Luxembourg, 1970).
Pour les autres articles nationaux ou selon les autres juridictions, voir Parti social-démocrate.
Le Parti social-démocrate (en luxembourgeois : Sozialdemokratesch Partei et en allemand : Sozialdemokratische Partei) est un parti politique luxembourgeois en activité dans la première moitié du XIXe siècle. 
Au cours de son histoire, le parti change de nom à deux reprises. En 1916, il prend le nom de Parti socialiste et en 1924 celui de Parti ouvrier luxembourgeois. À la fin de la Seconde Guerre mondiale, le Parti ouvrier socialiste luxembourgeois (LSAP) lui succède. 

## Histoire

### Genèse

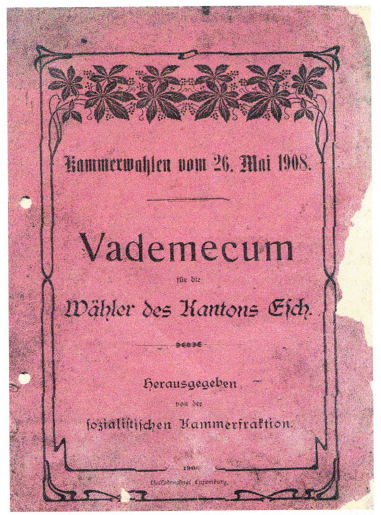
Publication du groupe socialiste (Welter, Brasseur, Spoo, Metzler et Diderich) à destination des électeurs du canton d'Esch-Alzette pour les élections du 26 mai 1908.

À la fin du XIXe siècle, les premiers hommes politiques luxembourgeois, principalement originaire du canton d'Esch-sur-Alzette, adhérent à l'idée socialiste. Lors des élections législatives de 1890, Caspar Mathias Spoo (lb) devient le premier socialiste à faire son entrée au sein de la Chambre des députés pour le canton d'Esch-sur-Alzette.
En janvier 1902, le Sozialdemokratischer Verein für Luxemburg und Umgebung est fondé à Luxembourg,. Parmi les fondateurs, on retrouve le Dr Michel Welter, Jacques Thilmany (lb), Michel Dapp, Jean Schaack-Wirth, Franz Merens, Georges Droessaert (lb) et Servais Thomas. Il faut attendre l'année suivante, en janvier 1903, pour que le parti en lui-même soit fondé.
Le Parti social-démocrate est le premier parti politique important au Luxembourg. Après sa fondation, deux autres partis ont également été formés, qui ont joué un rôle majeur: la Ligue libérale (1904) et le Parti de la droite (1914). Le Parti social-démocrate est attaché aux droits des travailleurs et était le plus fort dans le canton industrialisé d'Esch-sur-Alzette depuis le début. Xavier Brasseur (lb), Michel Welter, Jean-Jacques Diderich, Caspar Mathias Spoo (lb) et Léon Metzler (lb) sont les cinq sociaux-démocrates qui siègent au Parlement en 1902,.
En 1905, l'aile gauche du Parti social-démocrate se sépare pour former le Parti ouvrier social-démocrate. Cependant, en raison de l'affaiblissement du mouvement des travailleurs, il réintègre le Parti social-démocrate en 1912.
Le Parti social-démocrate est un regroupement de nombreuses petites associations locales. Par exemple, la cinquième « association sociale-démocrate » (en luxembourgeois : sozialdemokratesche Veräin) est fondée en juin 1903 à Tétange.

### Alliance avec la Ligue libérale
Malgré de grandes différences entre les programmes politiques, le Parti social-démocrate conclut une alliance avec la Ligue libérale (LL) à la suite des élections législatives du 26 mai 1908. Le Bloc des gauches soutient la politique du Président du gouvernement libéral Paul Eyschen — qui n'est d'ailleurs pas membre d'un parti politique. C'est à la suite de la sécularisation de l'enseignement que le bloc commence à s'insurger contre l'influence de l'Église catholique et milite pour l'introduction du suffrage universel. Cependant, ce projet rentre en contradiction avec les conservateurs, le Parti de la droite et les « vieux » libéraux sans partis. Le bloc remporte les élections législatives de 1908, 1911 et 1912. En 1912, une nouvelle loi scolaire adoptée au Parlement vise à supprimer les frais de scolarité permettant ainsi de réduire de manière drastique l'influence de l'Église sur les écoles et impose le luxembourgeois comme langue obligatoire.

### La Première Guerre mondiale

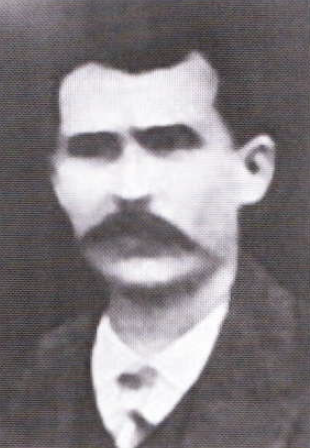
Jean Schortgen, le premier ouvrier à la Chambre.

En 1914, Jean Schortgen (lb), simple ouvrier ne disposant pas du droit de vote, est élu à la Chambre des députés.
Entre 1914 et 1918, le Luxembourg est occupé par l'Empire allemand mais la vie politique se poursuit tant que les intérêts de l'occupant ne sont pas en danger.
Le 3 mars 1915, Ernest Leclère devient directeur général de l'Intérieur pour le Parti social-démocrate au sein du gouvernement Eyschen. Dans le gouvernement Thorn, le socialiste Michel Welter remplace Ernest Leclère de février 1916 à janvier 1917. Il n'y a plus de membre du Parti social-démocrate dans les gouvernements suivants, bien que parfois un social-démocrate sans parti reçoive une fonction.
En 1916, le Parti social-démocrate est renommé pour devenir le Parti socialiste.

### L'entre-deux-guerres
L'introduction du suffrage universel pour les hommes et les femmes en 1919 est une demande de longue date des socialistes et permet au Parti social-démocrate de devenir un véritable parti populaire. Par ailleurs, les premières élections législatives au scrutin proportionnel lui permet d'obtenir plus de sièges que la Ligue libérale. Néanmoins, le Parti de la droite reste la principale force dominante au Parlement. Lors de ces élections, la socialiste Marguerite Thomas-Clement est la première femme à être élue à la Chambre.
Le parti subit un revers majeur avec la scission de son aile gauche au Congrès socialiste de janvier 1921 à Differdange. En particulier à cause de la présence de la communiste allemande Clara Zetkin qui y participe. Elle fait la demande aux délégués de rejoindre l'Internationale communiste. Pour ce faire, l'une des conditions dispose que les syndicats doivent renoncer à leur indépendance politique. Néanmoins, la plupart ne veulent pas être activement impliqués dans l'activité syndicale et la demande est donc été rejetée. Les communistes du parti fondent alors leur propre parti, le Parti communiste luxembourgeois.
Un autre coup dur est porté à la cause socialiste en raison de la grève générale de mars 1921, provoquée par des licenciements aux Hauts-fourneaux et aciéries de Differdange, St-Ingbert, Rumelange (lb) (HADIR). Elle est brisée par les forces françaises et a eu de graves conséquences pour de nombreux participants qui ont été condamnés et renvoyés. Ainsi, l'espoir d'une quelconque amélioration des conditions de vie pour les ouvriers est mise à mal.
En 1924, le Parti social-démocrate est renommé pour devenir le Parti ouvrier luxembourgeois,. Les nouveaux statuts stipulent également que chaque membre doit appartenir à un syndicat libre, c'est-à-dire non confessionnel,. Les dirigeants sont des syndicalistes comme Pierre Krier et Nicolas Biever (lb).
Au sein du gouvernement Dupong-Krier en 1937, pour la première fois, le Parti ouvrier luxembourgeois fait partie d'une coalition pour la formation d'un gouvernement.

### La Seconde Guerre mondiale
Pendant la Seconde Guerre mondiale, le Luxembourg est occupé par l'Allemagne nazie entre 1940 et 1945 et tous les partis politiques sont dissous. Le gouvernement luxembourgeois en exil, installé à Londres comprend deux ministres socialistes, à savoir Pierre Krier et Victor Bodson.
Après la guerre, les socialistes restructurent leur parti selon le modèle du Parti travailliste au Royaume-Uni pour donner naissance au Parti ouvrier socialiste luxembourgeois (LSAP).

## Résultats électoraux
| Année | Voix    | %     | Rang | Sièges  |
| ----- | ------- | ----- | ---- | ------- |
| 1918  | ─       | 9,2   | 2e   | 12 / 53 |
| 1919  | 231 672 | 17,57 | 2e   | 8 / 48  |
| 1922  | ─       | ─     | 3e   | 6 / 48  |
| 1925  | 253 256 | 19,04 | 2e   | 8 / 47  |
| 1928  | ─       | ─     | 2e   | 12 / 52 |
| 1931  | ─       | ─     | 2e   | 15 / 54 |
| 1934  | ─       | ─     | 2e   | 14 / 54 |
| 1937  | ─       | ─     | 2e   | 17 / 55 |